# Artilleriewerk Mühlefluh

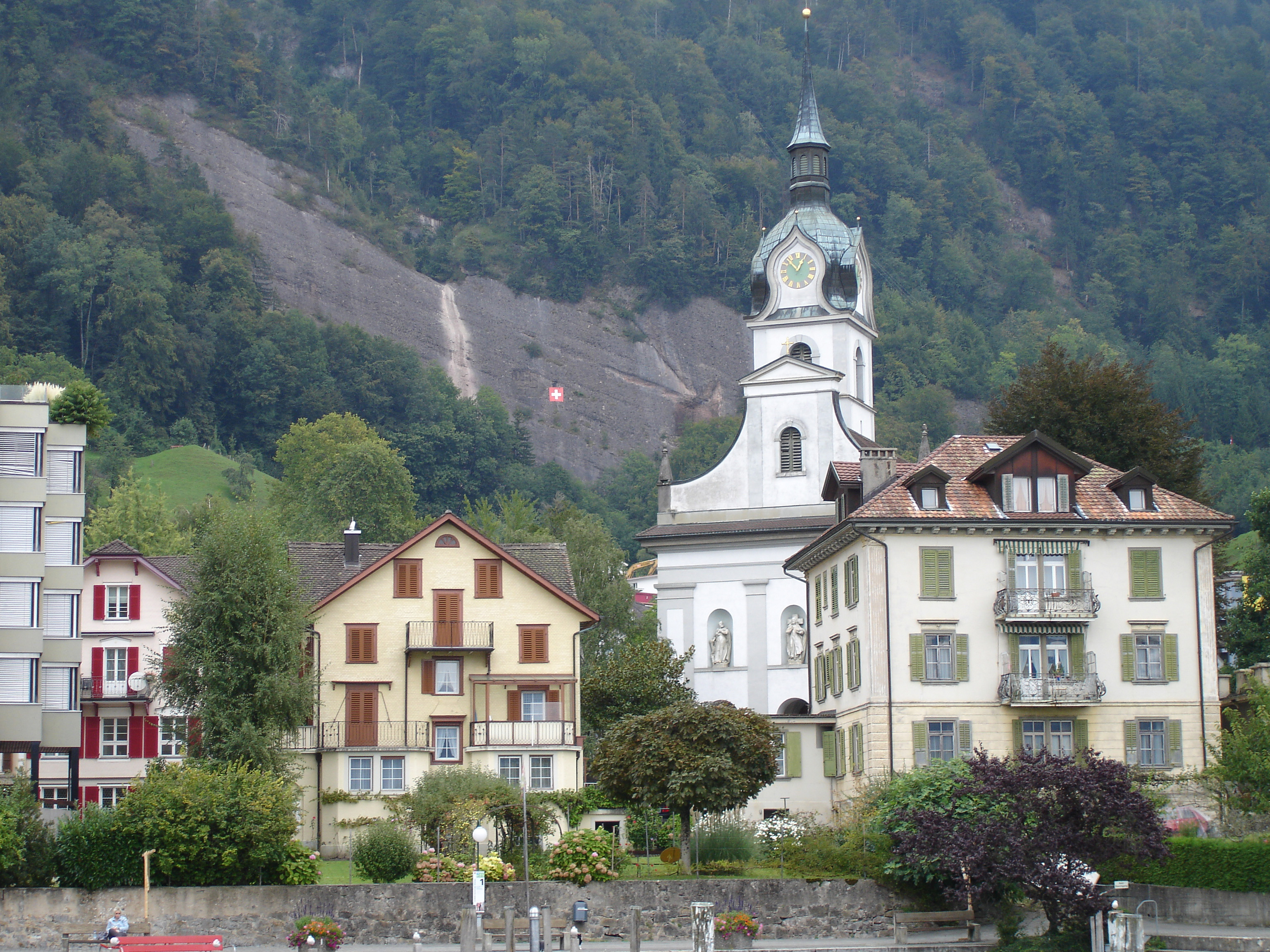
Vitznau mit Festung AW Mühlefluh: Beobachterscharte rechts vom Mühlebachwasserfall bei Schweizer Fahne, Geschützstand K2 links vom Kirchturm

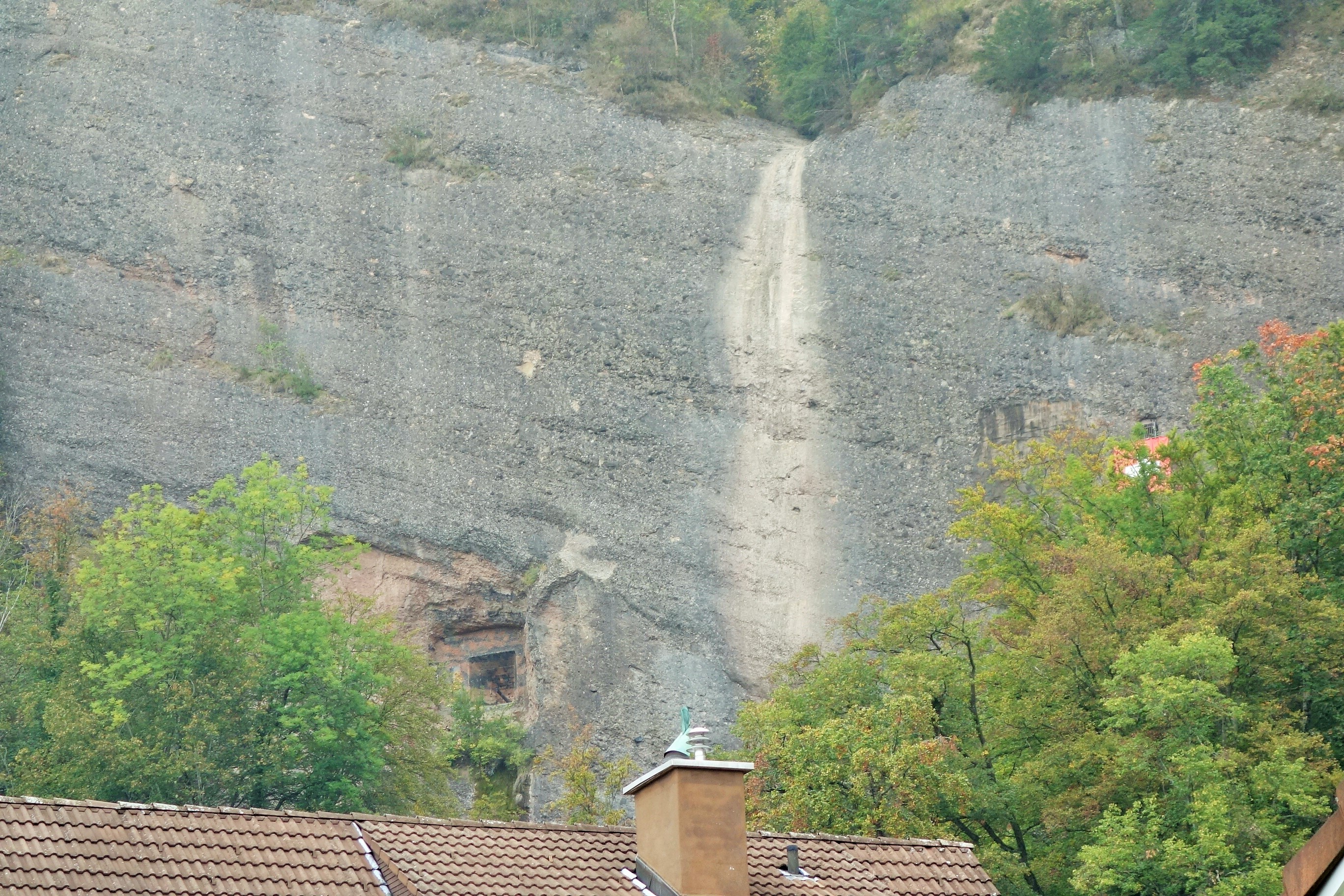
Gefechts- und Beobachterscharte des Artilleriewerks Mühlefluh

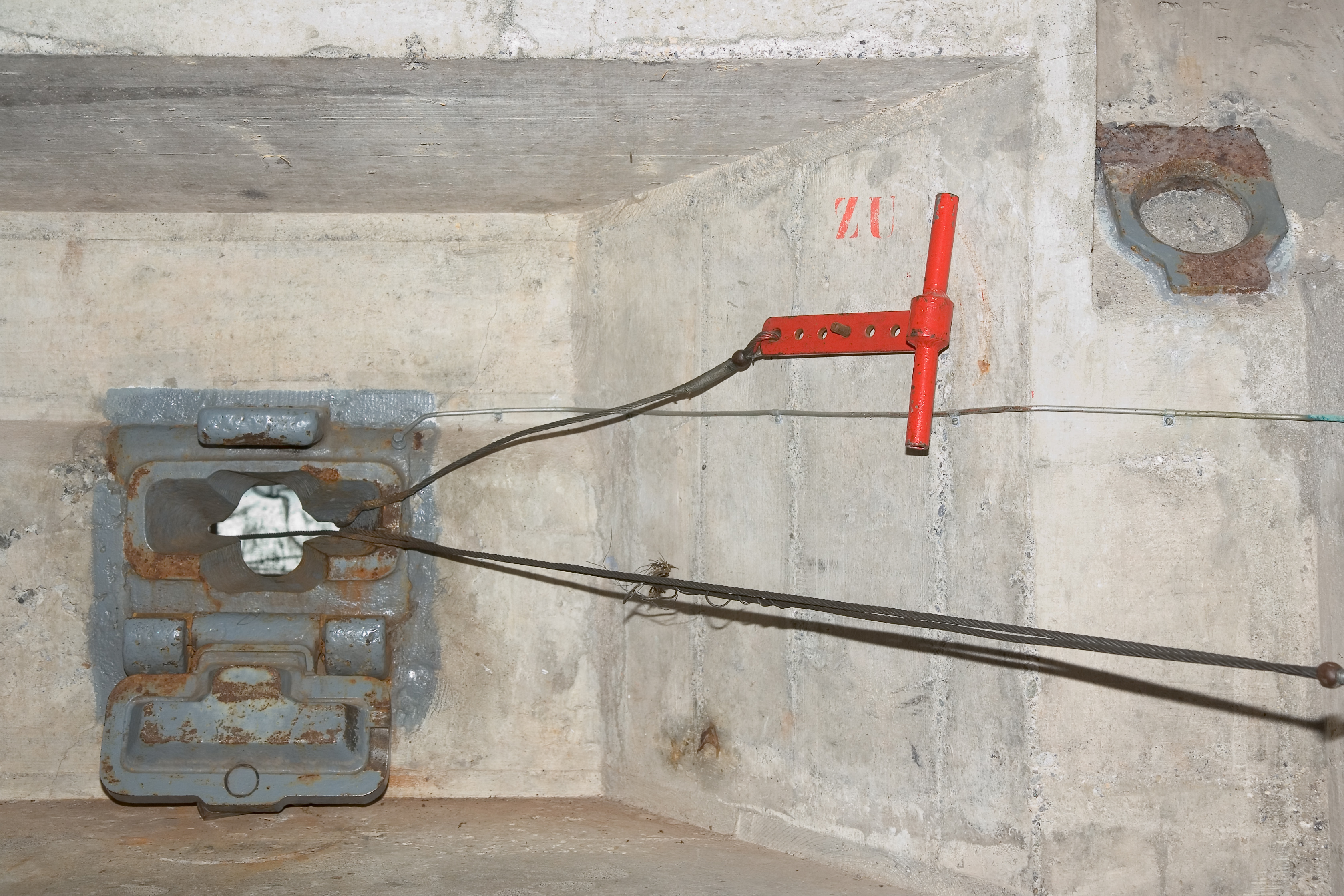
Beobachtungsstand

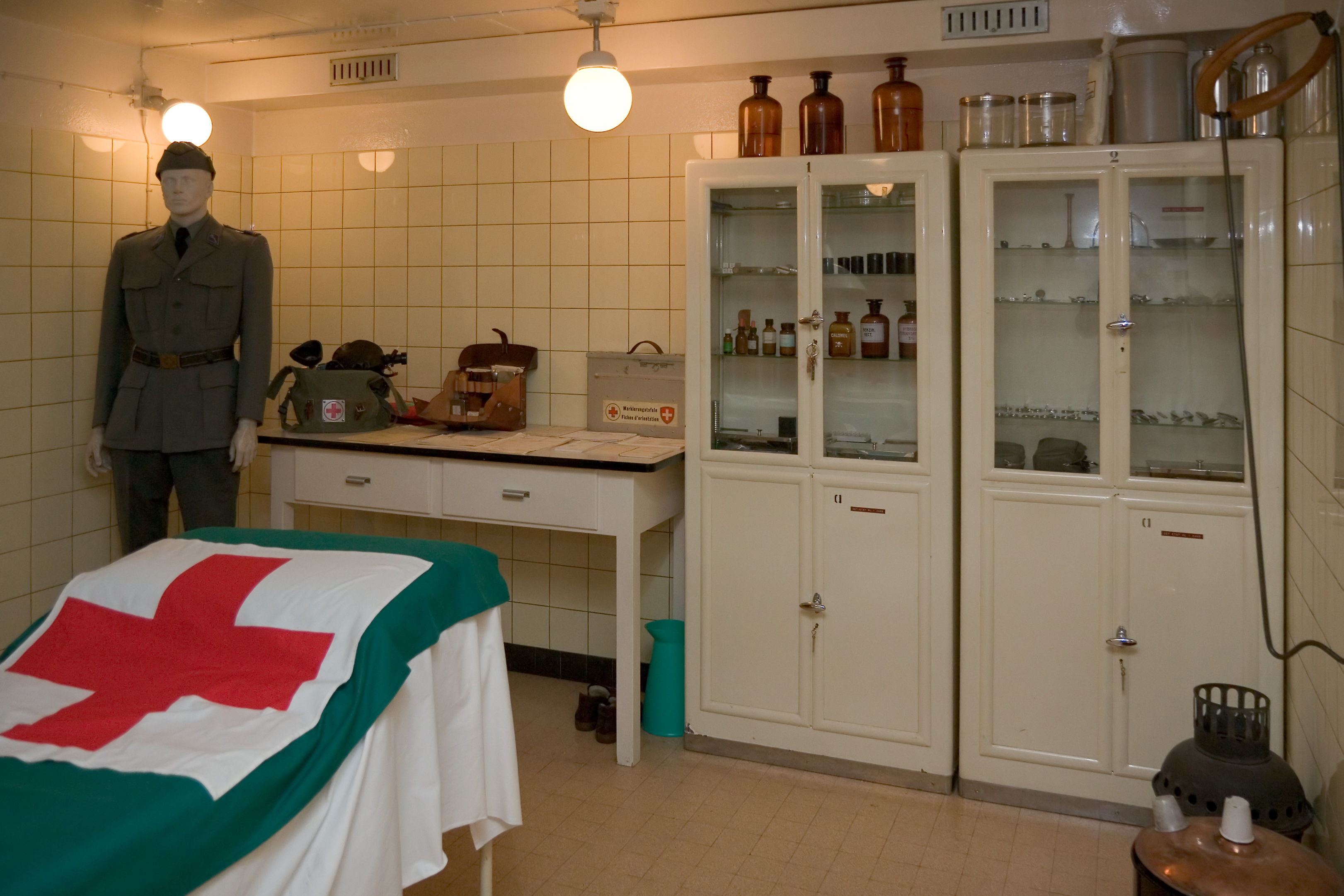
Arztzimmer

Das Artilleriewerk Mühlefluh (auch Festung Vitznau), Armeebezeichnung A 2206, ist ein Felsenwerk auf 527 m ü. M.  an der Südflanke der Rigi in der Gemeinde Vitznau, Kanton Luzern. Es war Teil des Schweizer Reduit-Verteidigungsdispositivs im Zweiten Weltkrieg und wurde 1998 als Museum und erstes Festungshotel der Schweiz eröffnet.

## Artilleriewerk Mühlefluh
Das Werk wurde in dreizehnmonatiger Bauzeit vom Dezember 1941 bis 1943 erstellt und der im Mai 1943 einberufenen Festungsartilleriekompanie 82 (Fest Art Kp 82) übergeben. Das detaillierte Bauprojekt wurde vom Büro für Befestigungsbauten (BBB), das bereits die Artilleriewerke Festung Reuenthal, Pré-Giroud (Vallorbe) und Festung Heldsberg erstellt hatte, für das zuständige 3. Armeekorps verfasst.
Die Fest Art Kp 82 erfüllte ihre Dienstpflicht bis zur Ausmusterung der Festung mit der Armeereform 95 im Jahr 1994 in Vitznau. 1954 wurden der Druckentlastungsstollen und 1959 der Atomfilter und der Antennenraum nachgerüstet.
Die Einwohnergemeinde und die Korporation Vitznau kauften Ende August 1998 die Festung mit der rund 8.700 m² grossen Parzelle vom VBS zurück, um diesen Zeitzeugen des Zweiten und des Kalten Krieges touristisch und als Museum nutzen zu können.
Der Verein Festung Vitznau ist für die Führungen, Restauration sowie Unterhalt der ehemaligen Artilleriefestung zuständig.

### Auftrag und Werk
Die Festung hatte den Auftrag die Achsen (Strassenzugänge und Seeweg ins Reduit) Luzern-Stans (Lopper und Achereggbrücke), Allweg/Ennetmoos-Übergang, Brünigpassstrasse, Engelbergertal, die Seeenge des Vierwaldstättersees zwischen Ober und Unter Nas zu sperren und den Flugplatz Buochs/Ennetbürgen zu schützen.
Die 10,5 cm Kanonen konnten bei einer technischen Reichweite von 21 km Ziele im Sektor Horw, Kriens, Alpnach, Kerns, Dallenwil beschiessen und zugunsten des Festungswerkes Fürigen bei Stansstad am Bürgenstock wirken, welches die Seeenge in den Alpnachersee zu sperren hatte.
Das Werk besteht aus einer Kampfanlage, einer Unterkunftsanlage und einer Betriebszentrale. Neben den zwei Kampfständen, gab es einen Eingangsverteidigungsstand mit einem Handgranatenauswurfkanal und einen Beobachterstand. Zur Nahverteidigung dienten Minenwerfer- und Maschinengewehrstellungen sowie Hindernisse aus Stacheldraht, die zum Teil heute noch vorhanden sind.
Die Aussenverteidigung besteht aus sechs Unterstandskavernen und einem Bunker im Eingangsbereich:
- Bunker Eingang Artilleriewerk A 2207 mit Lmg	⊙
- Unterstandskaverne A 2208 ⊙
- Unterstandskaverne A 2209 ⊙
- Unterstandskaverne A 2210 ⊙
- Unterstandskaverne A 2211 ⊙
- Unterstandskaverne A 2212 ⊙
- Unterstandskaverne A 2213 ⊙

### Bewaffnung und Mannschaftsbestand

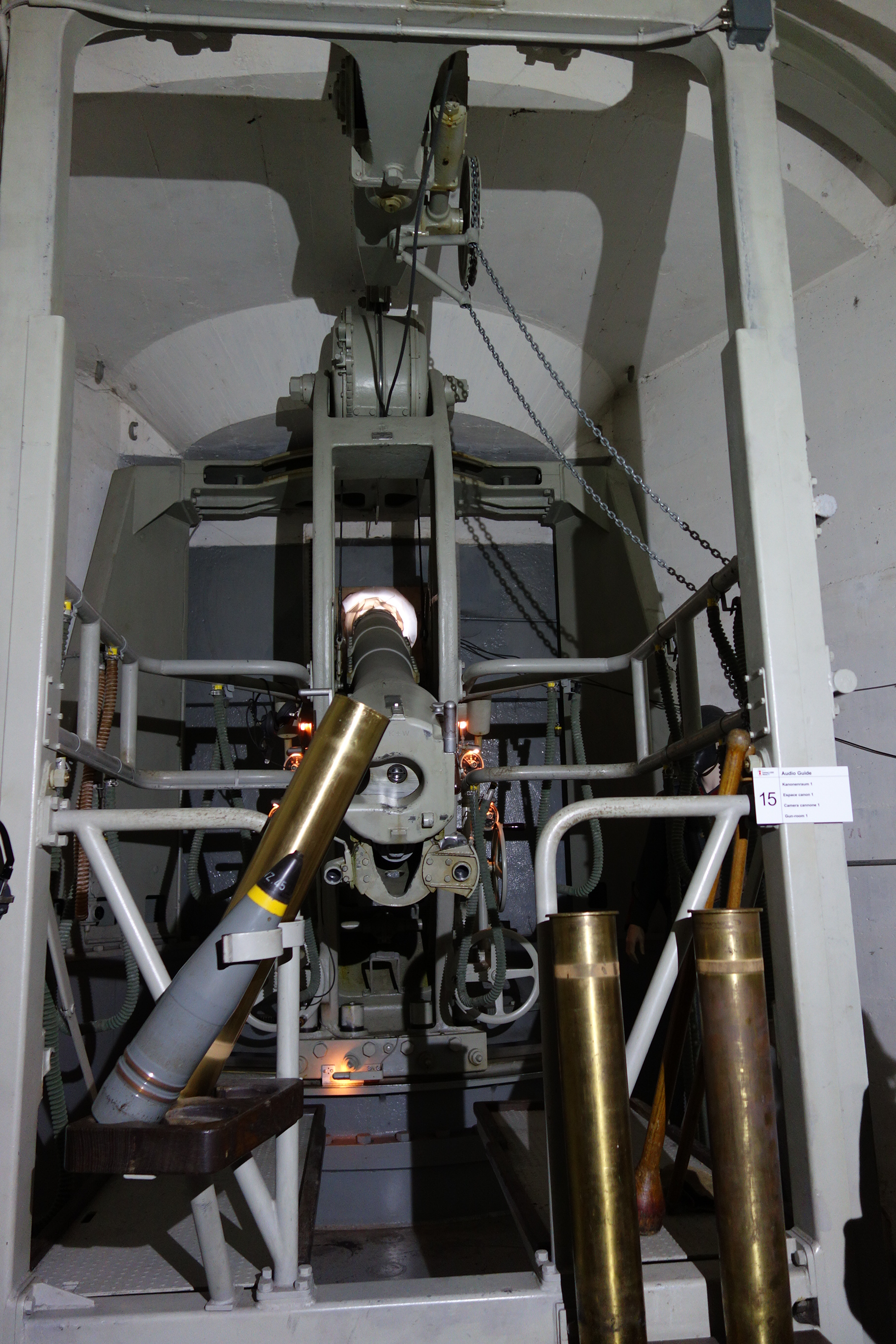
10.5-cm-Kanone 1939

Die Bewaffnung umfasste zwei 10,5-cm-Kanonen Ordonnanz 1939 auf Ständerlafetten (Lizenzbau der Boforskanone von 1927), Maschinengewehrstellungen, Handgranatenauswurf. Das Werk verfügt heute über die ursprünglichen Hauptwaffen und ergänzten Maschinengewehren für die Innen- und Aussenverteidigung.
Der Mannschaftsbestand der Festungsartilleriekompanie 82 (Mühlefluh zusammen mit den Werken Obere und untere Nas) betrug 1943 337 Mann (Kriegsbestand), 1975 146 Mann und 1991 noch 120 Mann. Für den Einsatz im Festungswerk Mühlefluh waren 70 Mann vorgesehen.

### Gegenwerke
Die Gegenwerke der Festung Mühlefluh waren die Festung Mueterschwanderberg bei Ennetmoos und die Festung Wissiflue bei Wolfenschiessen. Mit den 10,5 cm Kanonen konnte jedoch nur Mueterschwanderberg erreicht und geschützt werden, für die Wissiflue wären 15 cm Festungshaubitzen nötig gewesen.

## Sperrstelle Vitznau
- Kaverne Rigi-Unterbuchen, Weggis A 2200	⊙
- Kaverne Rigi-Felsentor, Vitznau A 2201	⊙
- Infanteriewerk Hinter-Lützelau A 2202: 4.7 cm Pak, Lmg, später: 9 cm Pak, Mg 51, 1996 liquidiert  		⊙
- Felsnische Untere Lützelau 1, Ächerli-Wilen, Vitznau A 2203 ⊙
- Felsnische Untere Lützelau 2, Ächerli-Wilen, Weggis A 2204 ⊙
- Kaverne Untere Lützelau 3, Ächerli-Wilen, Vitznau A 2205 ⊙
- Panzerbarrikade Lützelau T 1300 ⊙
- Panzerbarrikade  Aecherli T 1301 ⊙
- Panzerbarrikade  Mühlefluh T 1302 ⊙

## Seesperre Nas

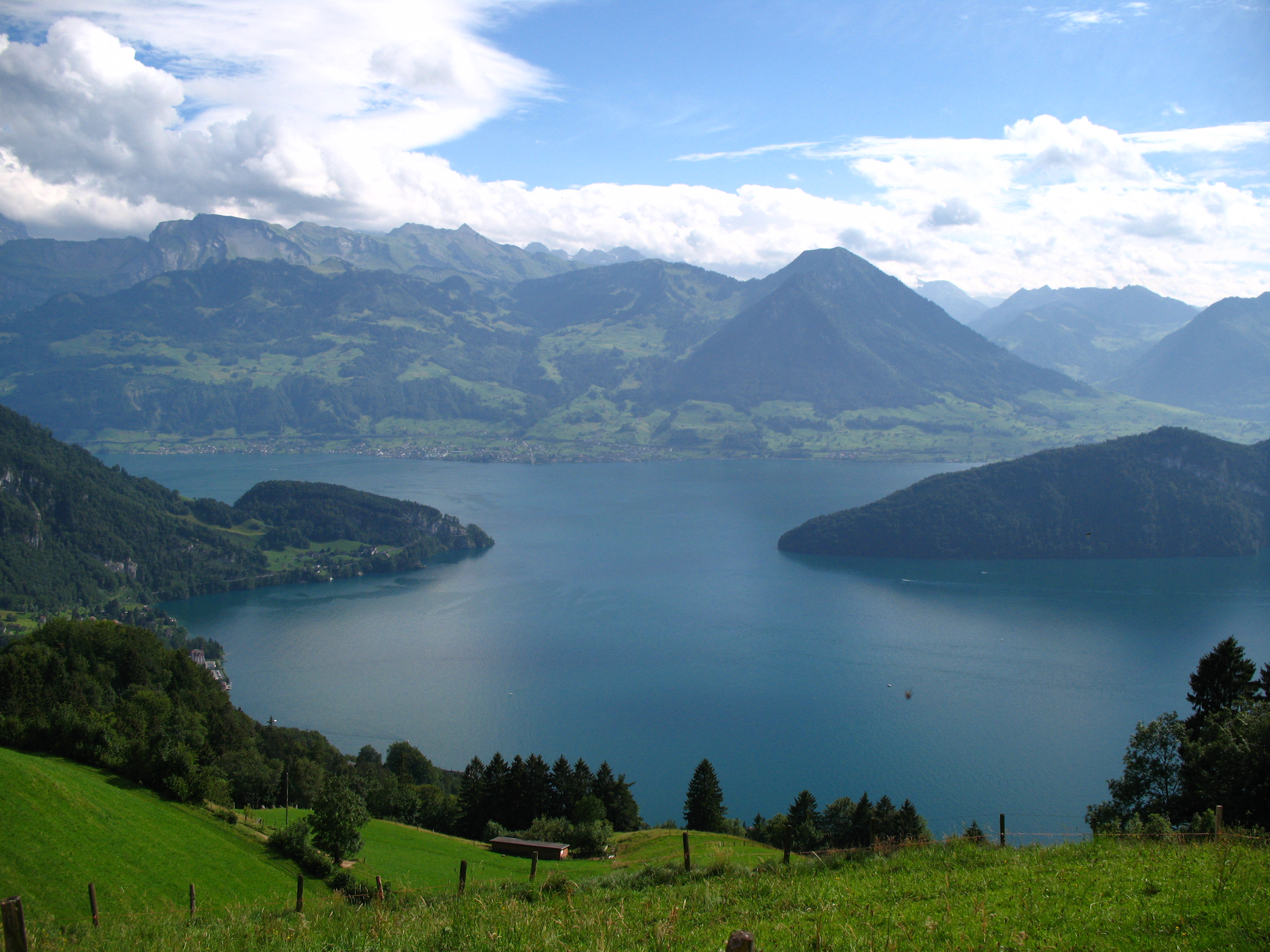
Vierwaldstättersee-Engnis Nas, Vitznau: Rigi-Landzunge Ober Nas und Bürgenstockausläufer Unter Nas (rechts)

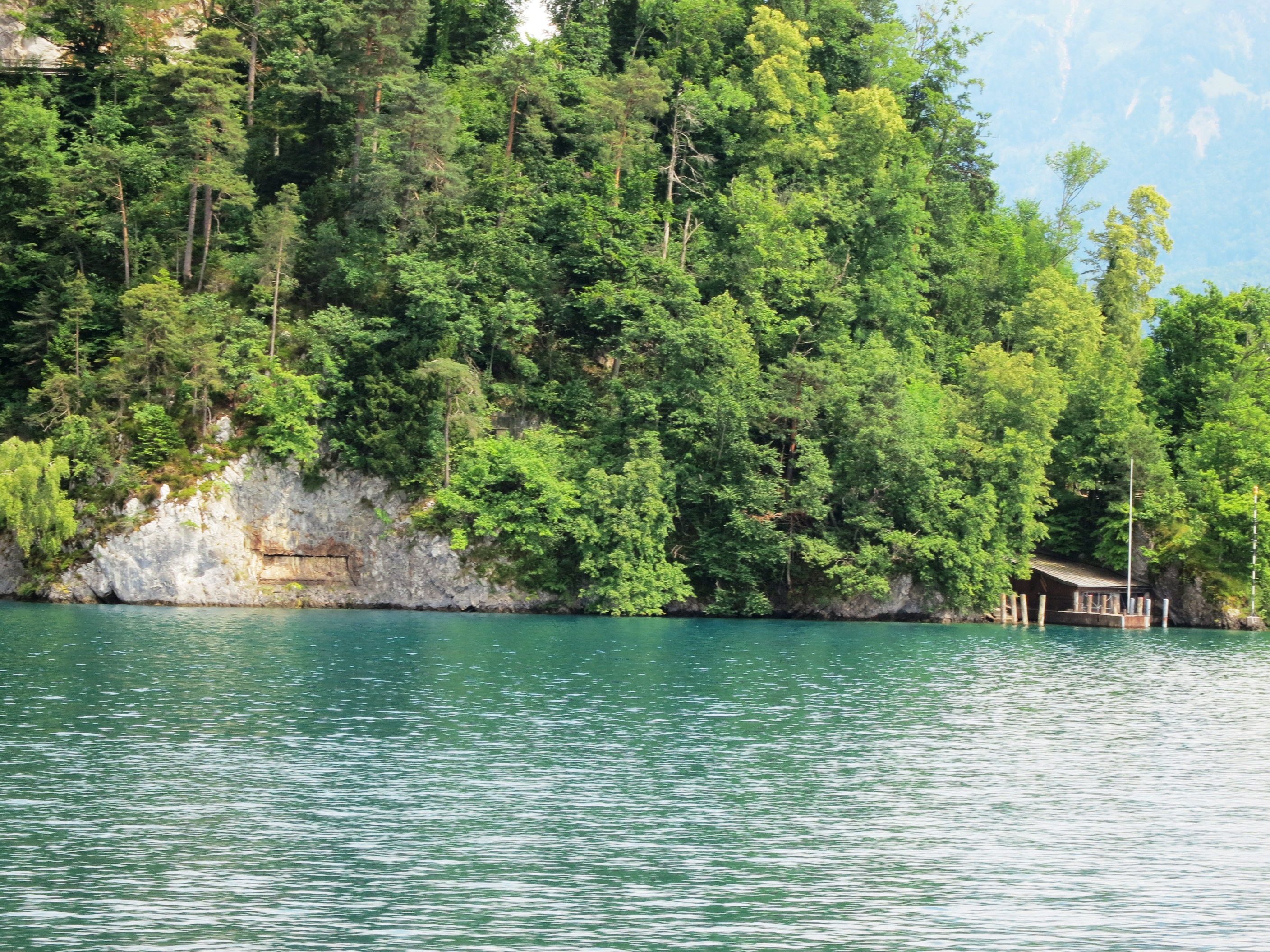
AW Ober Nas: getarnte Scharten und Motorbootkaserne rechts

In unmittelbarer Nähe des Artilleriewerks Mühlefluh bei der Seeengnis von Vitznau befand sich die Seesperre Nas, die neben dem Seehindernis die Artilleriewerke Ober Nas und das Gegenwerk Unter Nas mit je 60 Mann Besatzung sowie die Aussenverteidigung umfasste. Die 1941 begonnenen Werke zum Schutz eines schwimmenden Hindernisses, mit dem der Vierwaldstättersee zwischen der Oberen und Unteren Nas gesperrt werden konnte, konnten 1943 der Festungswachkompanie 15 übergeben werden.
Das Werk Ober Nas diente später als Kaserne für Motorboot-Detachemente der Schweizer Armee, welche das Seebecken von Vitznau für Schiessübungen benutzte.